# Rezerwat przyrody Puszcza u źródeł Radomki
Rezerwat przyrody Puszcza u źródeł Radomki – leśny rezerwat przyrody utworzony w 1978 r. na terenie gminy Przysucha w powiecie przysuskim (województwo mazowieckie). Zajmuje powierzchnię 73,48 ha.
Celem ochrony jest zachowanie wielogatunkowych drzewostanów o charakterze naturalnym z udziałem jodły i buka.
W drzewostanie obok jodły i buka występuje również sosna, dąb oraz grab. Na terenie rezerwatu udokumentowano chronione gatunki roślin tj. m.in. bluszcz pospolity i rosiczka okrągłolistna.
Rezerwat obejmuje obszar źródliskowy rzeki Radomki.